# 孫朗 (東漢)
孫朗（？—？），字代平，北海郡高密縣（今山东省昌乐县西）人，东汉时期的大臣。
孫朗官至司空。汉桓帝永寿三年（157年）冬，司空韓縯改任司徒。太常孫朗被任命为司空。當時，大將軍梁冀壟斷朝政，孫朗成為梁冀的黨羽。延熹二年（159年）八月，汉桓帝利用宦官誅殺梁冀，孙朗和太尉胡廣、司徒韓縯以阿附梁冀下獄，出獄后，免為庶人，歸於鄉里，死在家中。